# 제이크 슈라이어
제이크 슈라이어(영어: Jake Schreier, 1981년 9월 29일 ~ )는 미국의 광고·뮤직비디오 감독, 영화 감독이다. 카녜이 웨스트의 Follow God, Closed on Sunday, 저스틴 비버의 Lonely 등의 뮤직비디오를 연출한 바 있다. 2012년 영화 《로봇 앤 프랭크》로 장편 영화 감독으로 데뷔했다.

## 연출 작품 목록
- 로봇 앤 프랭크(2012)
- 페이퍼 타운(2015)
- 썬더볼츠*(2025)